# Lešanski veliki Buda
Lešanski veliki Buda (kitajsko: 樂山 大佛) je 71 metrov visok kamniti kip, zgrajen med letoma 713 in 803 (v času dinastije Tang), na katerem je upodobljen Maitreja. Izklesan je iz kredne pečine iz rdečega peščenjaka, ki leži na sotočju rek Min džiang in Dadu v južnem delu province Sečuan na Kitajskem, blizu mesta Lešan. Kamnita skulptura je obrnjena proti gori Emej Šan, reke pa ji tečejo pod nogami. Je največji in najvišji kamniti kip Bude na svetu  in je daleč najvišji predmoderni kip na svetu.
Območje Emei Šan, vključno s slikovitim območjem Lešanskega velikega Bude, je od leta 1996 uvrščeno na seznam Unescove svetovne dediščine.

## Lokacija
Lešanski veliki Buda stoji na vrhu Čifeng na gori Lingjun. Vrh Čifeng leži na križišču rek Mindžjang, reke Čingji in reke Dadu.
Razen Lešanskega velikega Bude, ima zemeljsko površje Danšja tudi bogato zgodovino in kulturne znamenitosti, kot so pečine in grobišča. Pečinske grobnice Mahao so bile zgrajene v obdobju dinastije Han, kar kaže na življenjske navade starodavnih lokalnih prebivalcev.

## Zgodovina
Gradnja se je začela leta 723 našega štetja, in jo je vodil kitajski menih po imenu Haj Tong. Upal je, da bo Buda umiril razburkane vode, ki so pestile ladijska plovila, ki so potovala po reki. Ko je bilo financiranje projekta ogroženo, naj bi si sam izkopal oči, da bi pokazal svojo pobožnost in iskrenost. Po njegovi smrti se je gradnja zataknila zaradi nezadostnega financiranja. Kip je bil takrat dokončan le od ramen navzgor. Nekaj let kasneje so učenci Haj Tonga nadaljevali delo na kipu s finančno podporo lokalnega uradnika z imenom Džangčov Džjanšiong. Učenci Haj Tonga so gradnjo nadaljevali do kolen, ko je bila gradnja spet ustavljena, ker je bil Džangčov Džjanšiong poklican za delo na kraljevem dvoru v Čang'anu. Približno 70 let kasneje se je džjeduši (regionalni vojaški guverner) Vei Gao odločil sponzorirati projekt in gradnjo so leta 803 zaključili učenci Haj Tonga.
Do začetka severne dinastije Song je bil Lešanski veliki Buda poškodovan - telo je bilo pokrito z mahom, leseni paviljon se je podrl. V času vladavine Song Renzong je bil velikanski Buda enkrat popravljen in lesen paviljon obnovljen. Od takrat zapisi o uničenju in obnovi Bude manjkajo, prvotni tempelj, tempelj Lingjun, pa je vojna večkrat uničila.
Očitno je masivna gradnja povzročila, da se je s pečine odstranilo toliko kamna in ga odložilo v reko spodaj, da je kip res spremenil tok reke, zaradi česar je bila voda varna za mimoidoče ladje.
Ko je bil zgrajen Lešanski veliki Buda, je bil vgrajen prefinjen drenažni sistem. Še vedno je v dobrem stanju. Vključuje drenažne cevi, izklesane na različnih mestih na telesu, da odvajajo vodo po deževju, da se zmanjša vremenske vplive.
Ko je bil kip izrezljan, je bila zgrajena ogromna trinajstnadstropna lesena zgradba (podobna tistemu v Rongšjan velikem Budi), ki jo je zaščitila pred dežjem in soncem. Mongoli so to zgradbo uničili in izropali med vojnami ob koncu dinastije Juan. Od takrat je bil kamniti kip izpostavljen vremenskim vplivom.

## Degradacija
Lešanskega Budo je prizadelo onesnaženje, ki izhaja iz nebrzdanega razvoja v regiji. Po poročanju tiskovne agencije Šinhua je velikan in številna kitajska območja naravne in kulturne dediščine v regiji doživela poslabšanje zaradi vremenskih vplivov, onesnaženosti zraka in rojev turistov. Vlada je obljubila obnovitvena dela.

## Kompozicija
Celoten umetniški del je zgrajen v kamnu, razen ušes, ki so bila zasnovana v lesu, na površini prekrita z blatom in glino ter pritrjena na glavo.

## Dimenzije
Kip je visok 71 metrov in prikazuje sedečega Maitreja Budo z rokami, naslonjenimi na kolena. Njegova ramena so široka 28 metrov, najmanjši noht na nogi pa je dovolj velik, da brez težav sprejme sedečo osebo. Obstaja lokalni rek: »Gora je Buda in Buda je gora«. To je delno zato, ker naj bi bilo gorsko območje, v katerem se nahaja Lešanski veliki Buda, oblikovano kot dremajoči Buda, če ga gledamo z reke, katerega srce je kip Bude.
Ta 71-metrski kip, izklesan v gori Lingjun, je največji in najvišji kamniti kip Bude na svetu (višji je le sodobni Veliki Tajski iz betona). Lasje so sestavljeni iz 1021 spiralnih kodrov, vdelanih v njegovo glavo, ki meri 14,7 metra v višino in 10 metrov v širino. Njegova ušesa, ki lahko sprejmejo dve osebi, so dolga 7 metrov. Ima 5,6 metra dolge obrvi, 8,3 metra dolge prste, 24 metrov široka ramena in 5,6 metra dolg nos. Njegova usta in vsako oko so 3,3 metra široki. Njegov nart, ki je širok približno 8,5 metra, lahko sprejme približno sto ljudi. Ta kip je visok deset nadstropij, kar lahko primerjamo z velikostjo Kipa svobode, če bi Buda stal pokonci. Budovo telo je postavljeno v simetrično držo, proporci njegovih različnih delov telesa pa so proporcionalni v skladu z zahtevami Buddharupa kipa. Je mirne oblike, ki ustreza slogu kipov dinastije Tang.

## Drenažni sistem
Lešanski veliki Buda ima za glavo in med obema ušesoma edinstven in napreden drenažni sistem, ki kip varuje pred erozijo. V Budinih laseh, ovratniku, prsnem košu in luknjah na zadnjih ušesih in prsih je razvejanih več skritih žlebov in kanalov, ki so izlivajo deževnico, da ostaja notranjost suha. Ta zapleten arhitekturni sistem kipu zadnjih 1200 let preprečuje erozijo.

## Zaščita
Po ustanovitvi Ljudske republike Kitajske je Lešanski veliki Buda leta 1956 določen za kulturno relikvijo in pod zaščito Pokrajinskega ljudskega odbora Sečuana. Leta 1996 ga je Unescov odbor za svetovno dediščino vključil na seznam svetovne kulturne in naravne dediščine. Leta 1998 je bil formalno ustanovljen odbor za upravljanje Slikovitega območja Emej Šan, vključno z območjem Lešanskega velikega Bude. Obseg nadzora upravnega odbora je dosegel 17,88 kvadratnih kilometrov. Leta 2008 je bil formalno ustanovljen odbor za upravljanje, katerega glavna naloga je bila razviti turistične vire za omenjeno dediščino. 24. marca 2002 se je uradno začela prva faza projekta popravila Lešanskega velikega Bude s strani Svetovne banke. Projekt je vključeval popolno prenovo Bude od prsi do glave in nato okrepitev skalne stene. 23. junija 2002 se je začela druga faza vzdrževalnega projekta. V tej fazi so popravili kamnine ob Budovih nogah in popravili erodirani del skale pod gladino vode.

## Turizem
Kot eno od šestih krajev svetovne kulturne dediščine v provinci Sečuan ga obišče veliko turistov. Med letoma 2001 in 2003 je bila med 1,4 do 1,5 milijona obiskovalcev na leto uvrščena na drugo mesto med priljubljenimi pokrajinskimi znamenitostmi. Leta 2004 je prišlo do preboja, zaradi katerega se je število drastično povečalo na 2,1 milijona obiskovalcev. Med letoma 2005 in 2007 je imel približno 2,3 do 2,8 milijona obiskovalcev na leto, kar je več kot vse druge lokacije.
Najbolj priročen način, da se pride do Velikanskega Bude iz mesta Lešan, je lokalni avtobus. Po prihodu je treba kupiti vstopnico (vključno s templjem Vulong in pečinsko grobnico Mahao).
Poleg glavne atrakcije je po okoliških gorah na ducate poti, ki jih je mogoče raziskati peš.
Ljudje prihajajo z vsega sveta, da počastijo Majtreja. Za pogled od blizu obstaja pot za pešce, ki obiskovalcem omogoča, da v več perspektivah ocenijo spreminjajoči se pogled na Budovo telo. Pomembno je omeniti, da so tamkajšnje planinske poti strme in ozke. Za bolj panoramski pogled nanj so na voljo ogledni čolni. 

## Galerija
- Pečina na levi strani kipa.
- Kip gledan s tal.
- Kip gledan od zgoraj.
- Glava, vidna s stopnišča.
- Pot, ki se vije do kipa.
- Podroben posnetek obraza kipa od blizu.